# Garay utca
Pour les articles homonymes, voir Garay.
Garay utca est une rue de Budapest, située dans le quartier d'Erzsébetváros (7e arrondissement).